# Cantone di Mignon-et-Boutonne
Il Cantone di Mignon-et-Boutonne è una divisione amministrativa dell'arrondissement di Niort.
È stato costituito a seguito della riforma approvata con decreto del 18 febbraio 2014, che ha avuto attuazione dopo le elezioni dipartimentali del 2015.

## Composizione
Comprende i 35 comuni di:
- Asnières-en-Poitou
- Beauvoir-sur-Niort
- Belleville
- Boisserolles
- Le Bourdet
- Brieuil-sur-Chizé
- Brioux-sur-Boutonne
- Chérigné
- Chizé
- Ensigné
- Les Fosses
- La Foye-Monjault
- Juillé
- Luché-sur-Brioux
- Lusseray
- Marigny
- Mauzé-sur-le-Mignon
- Paizay-le-Chapt
- Périgné
- Priaires
- Prin-Deyrançon
- Prissé-la-Charrière
- La Rochénard
- Saint-Étienne-la-Cigogne
- Saint-Georges-de-Rex
- Saint-Hilaire-la-Palud
- Secondigné-sur-Belle
- Séligné
- Thorigny-sur-le-Mignon
- Usseau
- Vernoux-sur-Boutonne
- Le Vert
- Villefollet
- Villiers-en-Bois
- Villiers-sur-Chizé